# Więcej
Więcej – debiutancki solowy album studyjny polskiego rapera Małolata, wydany 20 kwietnia 2015 roku nakładem oficyny Koka Beats.
Swoje zwrotki nagrali m.in. Wuzet, Melny, Ginger, Neile, Paluch, Hades i Pezet.

## Lista utworów
Źródło.
1. „Bankiet (intro)” (prod. Dubsknit)
2. „Brudna robota” (prod. Eraefi)
3. „Wszystko, żeby przeżyć” (prod. Dubsknit, skrecze DJ Homer)
4. „Więcej” (prod. Eraefi)
5. „12 Lat” (prod. PLN.Beatz, skrecze DJ Kebs)
6. „Niepokój” (gości. Melny, śpiew: Sabayna) (prod. Dubsknit)
7. „Dobrze żyć” (prod. Eraefi)
8. „Pod nogami ogień” (gości. Wuzet) (prod. Dubsknit)
9. „W świecie w którym” (gości. Sztoss) (prod. Eraefi)
10. „Nie wystarczy mi” (prod. Tasty Beatz)
11. „Barok” (gości. Ginger, Neile) (prod. Dubsknit, skrecze DJ Kebs)
12. „Co mi z tego” (gości. Paluch) (prod. Eraefi)
13. „Nieodwracalne” (gości. Pezet, Hades) (prod. Dubsknit)